# Kom, vänner! låt oss strida
Kom, vänner! låt oss strida är en psalmtext som tillskrivits Gerhard Tersteegen. Diktad 1738 (Kommt, Brüder, lasst uns gehen, även Kommt, Kinder, lasst uns gehen) och översattes till svenska 1741. För Svenska kyrkan bearbetad 1826 och 1934. År 1931 gjorde Maria Arosenius en nyöversättning av de 19  8-radiga verserna. För detta omnämns inte hon eller någon annan i 1937 års psalmbok, där endast 7 verser togs med. Exempel på detta är vers 1, en starkt bearbetad version av andra versen i den äldre versionen och vers 5 som i stort sett motsvarar den äldre versionens vers 14. I den danska Psalmebog for Kirke og Hjem (nr 564 Kom, lad os trøstig vandre) är verserna 14 och 17 medtagna.
Melodin densamma som till psalmen 283 Från tigh wil jagh ej skiljas i 1695 års psalmbok. Enligt 1697 års koralbok används melodin också till psalmen Gudz godhet skole wij prisa (nr 138), Vad gott kan jag dock göra (nr 261), Vad sörjer du så svåra (nr 267), Jagh kommer för tigh, Herre (nr 320) och Nu är en dag framliden (nr 369) vars melodi (F-moll, 2/2) är från Lyon 1557 troligen nedtecknad i Erfurt först 1572 enligt Den svenska psalmboken 1986.  I 1819 års psalmbok och den tillhörande Haeffners koralbok 1820 av J.C.F. Haeffner uppges melodin vara komponerad av Johann Eccard (1553-1611). Enligt 1937 års psalmbok används fortfarande samma melodi som till Från Gud vill jag ej vika (nr 315).

## Publicerad i
- Christelig Sångbok 1826-43  utgiven av Peder Håkansson Syréen som nr 363 under rubriken "Uppmuntrings-Sånger"
- Lilla Kempis, 4:e upplagan 1876, som den 15:e sången av 18 Andliga Sånger, som tillskrivits Thomas à Kempis. Under rubriken Uppmuntrings-sång för andeliga wandringsmän
- 1937 års psalmbok som nr 353 med titelraden Kom, vänner, låt oss hasta under rubriken "Trons vaksamhet och kamp".
- Den svenska psalmboken 1986 som nr 615 med titelraden Kom, vänner, låt oss hasta under rubriken "Pilgrimsvandringen" i en bearbetning av Britt G. Hallqvist.